# Campeonato Mundial de Esqui Alpino de 1931
O Campeonato Mundial de Esqui Alpino de 1931 foi realizado em Mürren na Suíça, de 19 a 23 de Fevereiro de 1931.

## Sumário medalhas

### Masculino
| Evento   | Ouro          | Prata        | Bronze        |
| -------- | ------------- | ------------ | ------------- |
| Downhill | Walter Prager | Otto Furrer  | Willi Steuri  |
| Slalom   | David Zogg    | Anton Seelos | Friedl Däuber |

### Feminino
| Evento   | Ouro           | Prata                  | Bronze           |
| -------- | -------------- | ---------------------- | ---------------- |
| Downhill | Esme Mackinnon | Nell Carroll           | Irma Schmiedegg  |
| Slalom   | Esme Mackinnon | Inge Wersin-Lantschner | Jeanette Kessler |

## Ranking por medalhas
Legenda
| Ordem | País        | Medalha de ouro | Medalha de prata | Medalha de bronze | Total |
| ----- | ----------- | --------------- | ---------------- | ----------------- | ----- |
| 1     | Reino Unido | 2               | 1                | 1                 | 4     |
| 1     | Suíça       | 2               | 1                | 1                 | 4     |
| 3     | Áustria     | 0               | 2                | 1                 | 3     |
| 4     | Alemanha    | 0               | 0                | 1                 | 1     |
|       | Total       | 4               | 4                | 4                 | 12    |